# Gascoyne Junction
Gascoyne Junction – niewielkie miasteczko znajdujące się w regionie Gascoyne w stanie Australia Zachodnia, w odległości 160 km od stolicy regionu, miejscowości Carnarvon, w miejscu połączenia rzek Gascoyne i Lyons. Stolica najrzadziej w Australii Zachodniej zamieszkanego hrabstwa Upper Gascoyne. W latach największego rozkwitu liczyło kilkuset mieszkańców.

## Historia
Miasto wzięło swą nazwę właśnie od tego, że leży w miejscu w którym rzeka Lyons łączy się z Gascoyne. Rzeka Gascoyne została ochrzczona przez brytyjskiego podróżnika i odkrywcę George’a Greya w roku 1839 nazwiskiem jego przyjaciela, komandora Royal Navy J. Gascoyne’a.
W roku 1897 powstał tu posterunek policji, a osadnicy wystąpili do rządu o nadanie praw miejskich. W 1909 na prywatnym terenie powstał sklep wielotowarowy i inne budynki, a w 1912 władze ostatecznie przychyliły się do próśb mieszkańców, nadając nowemu miastu nazwę „Killili”, co w języku Aborygenów oznaczało „walkę psów”, a odpowiadało dążeniu władz do nadawania nazw „o brzmieniu tubylczym”. Przez wiele lat posterunek policji, wspomniany sklep, miejscowy zarząd dróg i hotel były jedynymi buldynkami w „mieście”, a w roku 1938, zarząd dróg wystąpił o zmianę nazwy dowodząc, że „Gascoyne Junction” albo po prostu „Junction” były w powszechnym użyciu. Zmiana nazwy nastąpiła w roku 1939.
Budynek miejscowego zarządu dróg, dziś miejsce uważane za zabytkowe, był wykorzystywany jako miejsce spotkań lokalnych stowarzyszeń, a następnie jako pierwszy budynek szkolny w okolicy (1960–1965) oraz, od końca lat 90. XX wieku, jako muzeum.

### Edukacja
W roku 2005 otwarto w Gascoyne Junction tzw. Remote Community School, która obejmuje nadawany przez radio edukacyjny program „od przedszkola do matury” w ramach School of Isolated and Distance Education. Większość uczniów to tubylczy obywatele Australii – Aborygeni. Najbliższym miastem oferującym naukę na nieco wyższym poziomie jest stolica regionu, położone nad Zatoką Rekina miasto Carnarvon.